# Sinodiapterna zeni
Sinodiapterna zeni är en skalbaggsart som beskrevs av Teruo Ochi 1991. Sinodiapterna zeni ingår i släktet Sinodiapterna och familjen Aphodiidae. Inga underarter finns listade i Catalogue of Life.